# 1989-es Formula–1 világbajnokság
Az 1989-es Formula–1-es szezon volt a 40. FIA Formula–1 világbajnoki szezon. 1989. március 26-ától november 5-éig tartott, összesen tizenhat futamon keresztül.
Alain Prost és Ayrton Senna ismét összecsapott a világbajnoki címért a turbómotorok nélkül is gyors McLaren autóiban. Az utolsó előtti, japán nagydíj előtt Prost vezetett az összetettben, a versenyen pedig ütközött Sennával, akinek mindenképpen győznie kellett, és mindketten kicsúsztak. Sennát visszatolták a pályára és megnyerte a futamot, de törölték az eredményét, mert külső segítséget vett igénybe. Senna megvádolta a FISA elnökét, Jean-Marie Balestrét, hogy szándékosan akarja elvenni tőle a világbajnoki címet. Ám az utolsó futamon kiesett, így Alain Prost lett az hatodik olyan versenyző, aki legalább 3 vb-t nyert. A harmadik helyen Riccardo Patrese zárt, a McLaren megvédte konstruktőri elsőségét, ezúttal a Williams előtt.
Ettől az évtől betiltották a turbómotorokat, mert azokat túl veszélyesnek és drágának ítéltek meg. Új csapatok jelentek meg a színen, akik 40-re növelték a rajtrácson elérhető 26 helyre pályázó versenyzők számát (később, a FIRST Racing visszelépése miatt csak 39-re). Ezért péntek reggelente prekvalifikációt tartottak, amelyen az előző idény leggyengébb csapatainak és az újoncoknak kellett részt venni, s csak a négy leggyorsabb juthatott tovább a 13-ból. A szezon felénél az ismert eredmények tükrében vizsgálták a teljesítményt, és így megváltozott a prekvalifikációra kötelezettek köre. Új csapatoknak (mint az Onyx) és visszatérő régieknek (Brabham) is részt kellett ezen venniük, ahogy a két Osella, a két Zakspeed, és az egy EuroBrun-autónak. Új szabály volt az is, hogy az autókat úgy kellett megtervezni, hogy azokban a versenyzők lába az első tengely vonala mögött kellett, hogy elhelyezkedjen. A tervezők ezt úgy oldották meg, hogy kevesebb hely jutott a versenyzőknek, ami sok panaszt váltott ki.
A változtatásoknak köszönhetően a McLaren a Honda V10-es motorjai mellett döntött, míg a Ferrari új, innovatív versenyautójába V12-es motor került. A Williams a V8-as Judd-ról V10-es Renault-ra váltott, s ezzel egy újabb hosszantartó partnerség vette kezdetét. A Judd új partnere a Honda-motorokat elvesztő Lotus lett. A Benetton az idény első felét az 1988-as motorral volt kénytelen teljesíteni, mert az új nem készült el határidőre. A visszatérő Brabham V8-as Judd-motorokat kapott, a Larrousse pedig a V8-as Fordot V12-es Lamborghinire cserélte. A Zakspeed sem gyártott már saját motort, hanem a Yamaha motorjait használta – ugyancsak új motorra váltott az elavult Alfa Romeo-alapokról az Osella is, amely Cosworth-motorokat kapott. Ugyanezt kezdte el használni a Judd helyett a Ligier is.

## Csapatok és versenyzők
| Csapat                      | Konstruktőr         | Modell       | Motor                                       | Gumi | #  | Pilóta                | Tesztpilóta                               |
| --------------------------- | ------------------- | ------------ | ------------------------------------------- | ---- | -- | --------------------- | ----------------------------------------- |
| Honda Marlboro McLaren      | McLaren-Honda       | MP4/5        | Honda RA109E 3,5L V10                       | G    | 1  | Ayrton Senna          | Emanuele Pirro Jonathan Palmer            |
| Honda Marlboro McLaren      | McLaren-Honda       | MP4/5        | Honda RA109E 3,5L V10                       | G    | 2  | Alain Prost           | Emanuele Pirro Jonathan Palmer            |
| Tyrrell Racing Organisation | Tyrrell-Ford        | 017B 018     | Ford-Cosworth DFR 3,5L V8                   | G    | 3  | Jonathan Palmer       | n/a                                       |
| Tyrrell Racing Organisation | Tyrrell-Ford        | 017B 018     | Ford-Cosworth DFR 3,5L V8                   | G    | 4  | Michele Alboreto      | n/a                                       |
| Tyrrell Racing Organisation | Tyrrell-Ford        | 017B 018     | Ford-Cosworth DFR 3,5L V8                   | G    | 4  | Jean Alesi            | n/a                                       |
| Tyrrell Racing Organisation | Tyrrell-Ford        | 017B 018     | Ford-Cosworth DFR 3,5L V8                   | G    | 4  | Johnny Herbert        | n/a                                       |
| Canon Williams Team         | Williams-Renault    | FW12C FW13   | Renault RS1 3,5L V10                        | G    | 5  | Thierry Boutsen       | Mark Blundell                             |
| Canon Williams Team         | Williams-Renault    | FW12C FW13   | Renault RS1 3,5L V10                        | G    | 6  | Riccardo Patrese      | Mark Blundell                             |
| Motor Racing Developments   | Brabham-Judd        | BT58         | Judd EV 3,5L V8                             | P    | 7  | Martin Brundle        | n/a                                       |
| Motor Racing Developments   | Brabham-Judd        | BT58         | Judd EV 3,5L V8                             | P    | 8  | Stefano Modena        | n/a                                       |
| USF&G Arrows Ford           | Arrows-Ford         | A11          | Ford-Cosworth DFR 3,5L V8                   | G    | 9  | Derek Warwick         | n/a                                       |
| USF&G Arrows Ford           | Arrows-Ford         | A11          | Ford-Cosworth DFR 3,5L V8                   | G    | 9  | Martin Donnelly       | n/a                                       |
| USF&G Arrows Ford           | Arrows-Ford         | A11          | Ford-Cosworth DFR 3,5L V8                   | G    | 10 | Eddie Cheever         | n/a                                       |
| Camel Team Lotus            | Lotus-Judd          | 101          | Judd CV 3,5L V8                             | G    | 11 | Nelson Piquet         | Martin Donnelly                           |
| Camel Team Lotus            | Lotus-Judd          | 101          | Judd CV 3,5L V8                             | G    | 12 | Nakadzsima Szatoru    | Martin Donnelly                           |
| Leyton House Racing Team    | March-Judd          | 881 CG891    | Judd EV 3,5L V8                             | G    | 15 | Maurício Gugelmin     | Bruno Giacomelli                          |
| Leyton House Racing Team    | March-Judd          | 881 CG891    | Judd EV 3,5L V8                             | G    | 16 | Ivan Capelli          | Bruno Giacomelli                          |
| Fondmetal Osella            | Osella-Ford         | FA1M89       | Ford-Cosworth DFR 3,5L V8                   | P    | 17 | Nicola Larini         | n/a                                       |
| Fondmetal Osella            | Osella-Ford         | FA1M89       | Ford-Cosworth DFR 3,5L V8                   | P    | 18 | Piercarlo Ghinzani    | n/a                                       |
| Benetton Formula            | Benetton-Ford       | B188 B189    | Ford-Cosworth DFR 3,5L V8 Ford HBA4 3,5L V8 | G    | 19 | Alessandro Nannini    | Johnny Dumfries Johnny Herbert            |
| Benetton Formula            | Benetton-Ford       | B188 B189    | Ford-Cosworth DFR 3,5L V8 Ford HBA4 3,5L V8 | G    | 20 | Johnny Herbert        | Johnny Dumfries Johnny Herbert            |
| Benetton Formula            | Benetton-Ford       | B188 B189    | Ford-Cosworth DFR 3,5L V8 Ford HBA4 3,5L V8 | G    | 20 | Emanuele Pirro        | Johnny Dumfries Johnny Herbert            |
| Scuderia Italia             | BMS Dallara-Ford    | F189         | Ford-Cosworth DFR 3,5L V8                   | P    | 21 | Alex Caffi            | n/a                                       |
| Scuderia Italia             | BMS Dallara-Ford    | F189         | Ford-Cosworth DFR 3,5L V8                   | P    | 22 | Andrea de Cesaris     | n/a                                       |
| Lois Minardi Team           | Minardi-Ford        | M188B M189   | Ford-Cosworth DFR 3,5L V8                   | P    | 23 | Pierluigi Martini     | Paolo Barilla                             |
| Lois Minardi Team           | Minardi-Ford        | M188B M189   | Ford-Cosworth DFR 3,5L V8                   | P    | 23 | Paolo Barilla         | Paolo Barilla                             |
| Lois Minardi Team           | Minardi-Ford        | M188B M189   | Ford-Cosworth DFR 3,5L V8                   | P    | 24 | Luis Pérez-Sala       | Paolo Barilla                             |
| Ligier Loto                 | Ligier-Ford         | JS33         | Ford-Cosworth DFR 3,5L V8                   | G    | 25 | René Arnoux           | n/a                                       |
| Ligier Loto                 | Ligier-Ford         | JS33         | Ford-Cosworth DFR 3,5L V8                   | G    | 26 | Olivier Grouillard    | n/a                                       |
| Scuderia Ferrari            | Ferrari             | 640          | Ferrari Tipo 035/5 3,5L V12                 | G    | 27 | Nigel Mansell         | Roberto Moreno Gianni Morbidelli JJ Lehto |
| Scuderia Ferrari            | Ferrari             | 640          | Ferrari Tipo 035/5 3,5L V12                 | G    | 28 | Gerhard Berger        | Roberto Moreno Gianni Morbidelli JJ Lehto |
| Team Larrousse              | Lola-Lamborghini    | LC88B LC89   | Lamborghini LE3512 3,5L V12                 | G    | 29 | Yannick Dalmas        | n/a                                       |
| Team Larrousse              | Lola-Lamborghini    | LC88B LC89   | Lamborghini LE3512 3,5L V12                 | G    | 29 | Éric Bernard          | n/a                                       |
| Team Larrousse              | Lola-Lamborghini    | LC88B LC89   | Lamborghini LE3512 3,5L V12                 | G    | 29 | Michele Alboreto      | n/a                                       |
| Team Larrousse              | Lola-Lamborghini    | LC88B LC89   | Lamborghini LE3512 3,5L V12                 | G    | 30 | Philippe Alliot       | n/a                                       |
| Coloni                      | Coloni-Ford         | FC188B C3    | Ford-Cosworth DFR 3,5L V8                   | G    | 31 | Roberto Moreno        | n/a                                       |
| Coloni                      | Coloni-Ford         | FC188B C3    | Ford-Cosworth DFR 3,5L V8                   | G    | 32 | Pierre-Henri Raphanel | n/a                                       |
| Coloni                      | Coloni-Ford         | FC188B C3    | Ford-Cosworth DFR 3,5L V8                   | G    | 32 | Enrico Bertaggia      | n/a                                       |
| EuroBrun Racing             | EuroBrun-Judd       | ER188B ER189 | Judd CV 3,5L V8                             | P    | 33 | Gregor Foitek         | n/a                                       |
| EuroBrun Racing             | EuroBrun-Judd       | ER188B ER189 | Judd CV 3,5L V8                             | P    | 33 | Oscar Larrauri        | n/a                                       |
| West Zakspeed Yamaha        | Zakspeed-Yamaha     | 891          | Yamaha OX88 3,5L V8                         | P    | 34 | Bernd Schneider       | n/a                                       |
| West Zakspeed Yamaha        | Zakspeed-Yamaha     | 891          | Yamaha OX88 3,5L V8                         | P    | 35 | Szuzuki Aguri         | n/a                                       |
| Moneytron Onyx Formula One  | Moneytron Onyx-Ford | ORE-1        | Ford-Cosworth DFR 3,5L V8                   | G    | 36 | Stefan Johansson      | n/a                                       |
| Moneytron Onyx Formula One  | Moneytron Onyx-Ford | ORE-1        | Ford-Cosworth DFR 3,5L V8                   | G    | 37 | Bertrand Gachot       | n/a                                       |
| Moneytron Onyx Formula One  | Moneytron Onyx-Ford | ORE-1        | Ford-Cosworth DFR 3,5L V8                   | G    | 37 | JJ Lehto              | n/a                                       |
| Rial Racing                 | Rial-Ford           | ARC2         | Ford-Cosworth DFR 3,5L V8                   | G    | 38 | Christian Danner      | n/a                                       |
| Rial Racing                 | Rial-Ford           | ARC2         | Ford-Cosworth DFR 3,5L V8                   | G    | 38 | Gregor Foitek         | n/a                                       |
| Rial Racing                 | Rial-Ford           | ARC2         | Ford-Cosworth DFR 3,5L V8                   | G    | 38 | Bertrand Gachot       | n/a                                       |
| Rial Racing                 | Rial-Ford           | ARC2         | Ford-Cosworth DFR 3,5L V8                   | G    | 39 | Volker Weidler        | n/a                                       |
| Rial Racing                 | Rial-Ford           | ARC2         | Ford-Cosworth DFR 3,5L V8                   | G    | 39 | Pierre-Henri Raphanel | n/a                                       |
| AGS                         | AGS-Ford            | JH23B JH24   | Ford-Cosworth DFR 3,5L V8                   | G    | 40 | Gabriele Tarquini     | n/a                                       |
| AGS                         | AGS-Ford            | JH23B JH24   | Ford-Cosworth DFR 3,5L V8                   | G    | 41 | Joachim Winkelhock    | n/a                                       |
| AGS                         | AGS-Ford            | JH23B JH24   | Ford-Cosworth DFR 3,5L V8                   | G    | 41 | Yannick Dalmas        | n/a                                       |
| FIRST Racing                | FIRST-Judd          | F189         | Judd CV 3,5L V8                             | P    | 42 | Gabriele Tarquini     |                                           |

A nevezési listán ugyan szerepelt, de a FIRST Racing sohasem állt rajthoz, mert az autójuk a törésteszten se tudott volna úgy ármenni, hogy ne lett volna túlsúlyos.

### Csapatváltozások
- A Ferrari leigazolta Nigel Mansellt. Új autójuk, a Ferrari 640 nemcsak a V12-es motorja miatt volt különleges, hanem mert egy újabb forradalmi újítást hozott a sportágba: a félautomata sebességváltót[1].
- Mansell helyére a Williams Thierry Boutsent ültette. Motorpartnert váltottak, és a Judd-motorok helyett már Renault-motorjaik voltak[2]. Idény közben váltotta le FW12C kódjelű autójukat az új modell, az FW13.
- A Lotus elvesztette a Honda-motorokat, ezért a Judd erőforrásaira váltottak[3].
- A Benetton Thierry Boutsen helyére az újonc Johnny Herbertet igazolta. Herbert azonban még mindig nem volt száz százalékos az előző évi borzalmas balesete után, ezért egy időben Emanuele Pirro váltotta őt. A csapat kvázi a Ford gyári istállójaként funkcionált, így a legújabb specifikációjú egységeket mindig ők kapták.
- Visszatért a Tyrrell csapathoz Michele Alboreto, Julian Bailey helyére. Szponzori problémák miatt azonban szezon közben távozott, és a helyére Jean Alesi került, valamint egy-egy futam erejéig Johnny Herbert.
- A visszatérő Brabham csapat a Judd motorjai mellett tette le a voksát, valamint a Stefano Modena – Martin Brundle versenyzőpáros mellett. Egy év kihagyásuk miatt prekvalifikációra kötelezték őket.
- A Larrousse a sportágba újonnan belépő Lamborghini partnere lett[4]. Versenyzőpárosuk kezdetben az előző évi volt, majd kirúgták Yannick Dalmast, a helyére először Éric Bernard került, majd Michele Alboreto.
- A Zakspeed, amely eddig házon belül gyártotta turbómotorjait, most kénytelen volt partnerségre lépni a Yamahával. Piercarlo Ghinzanit leváltották, a helyére Szuzuki Aguri került.
- Az Osella egy autó helyett újra két autóval nevezett, a második autót Piercarlo Ghinzani vezette. A Osella (Alfa Romeo) motorok kidobása után a csapat a Ford-Cosworth partnere lett.
- Távozott a Ligiertől Stefan Johannson, a helyére egy újonc, Olivier Grouillard ült. A csapat megvált a Judd motoroktól és helyette a Ford-Cosworth partnere lett.
- Az AGS szerette volna megtartani Philippe Streiff-et, de ő egy szezon előtti tesztelésen olyan súlyos balesetet szenvedett, hogy az a karrierje végét jelentette. A helyére az a Gabriele Tarquini került, aki eredetileg a FIRST pilótája lett volna, ha a csapat részt vett volna a küzdelmekben. Második autójukat Joachim Winkelhock vezette.
- Miután a FIRST nem nevezett be, az egyedüli új csapat a rajtrácson az Onyx volt, akik egyetlen autóval neveztek.

## Szabályváltozások
- Költséghatékonysági és biztonsági okokból betiltották a turbómotorokat. Legközelebb csak 2014-ben jelentek meg újra a sportágban[5].
- A motorok hengerűrtartalma kötelezően 3,5 literben lett meghatározva.
- Ettől az évtől kezdődően kötelező volt a pilóták lábának véget érnie az első tengely előtt. Az előző évben csak akkor kellett ilyen megoldást alkalmazni, ha az autó nem 1987-es, hanem új tervezésű volt. A szabályváltozások miatt az új autókat aerodinamikailag kifinomulttá kellett tenni, ami miatt a kasztnik szűkebbek lettek, egyszersmind kényelmetlenebbek. Gyakori volt, hogy a pilóták begörcsöltek vezetés közben, illetve a kormánykerék elfordítása is nehezebbé vált a szűkre szabott helyen.
- A versenytávot 305 km-ben szabták meg, hogy a futamok 2 órán belül befejeződhessenek. Lassab pályákon, mint pl. Monaco, ez alól kivételt lehetett tenni.
- Prekvalifikációra immár 13 autót köteleztek, ugyanis a rajtrácsra továbbra is csak 26 autót engedtek fel. A prekvalifikáció négy leggyorsabb autója jutott be az időmérőre, ahol pedig a legjobb 26 kvalifikált a versenyre.
- A pályamenti falak mérete legalább 1 méteres kellett hogy legyen, a boxutcafalé legalább 135 cm[6].

## Futamok
| #   | Futam                | Időpont        | Helyszín                  | Győztes versenyző  | Konstruktőr      | Riport |
| --- | -------------------- | -------------- | ------------------------- | ------------------ | ---------------- | ------ |
| 469 | brazil nagydíj       | Március 26.    | Jacarepaguá               | Nigel Mansell      | Ferrari          | Riport |
| 470 | San Marinó-i nagydíj | Április 23.    | Imola                     | Ayrton Senna       | McLaren-Honda    | Riport |
| 471 | monacói nagydíj      | Május 7.       | Monaco                    | Ayrton Senna       | McLaren-Honda    | Riport |
| 472 | mexikói nagydíj      | Május 28.      | Hermanos Rodriguez        | Ayrton Senna       | McLaren-Honda    | Riport |
| 473 | amerikai nagydíj     | Június 4.      | Phoenix                   | Alain Prost        | McLaren-Honda    | Riport |
| 474 | kanadai nagydíj      | Június 18.     | Circuit Gilles Villeneuve | Thierry Boutsen    | Williams-Renault | Riport |
| 475 | francia nagydíj      | Július 9.      | Paul Ricard               | Alain Prost        | McLaren-Honda    | Riport |
| 476 | brit nagydíj         | Július 16.     | Silverstone               | Alain Prost        | McLaren-Honda    | Riport |
| 477 | német nagydíj        | Július 30.     | Hockenheimring            | Ayrton Senna       | McLaren-Honda    | Riport |
| 478 | magyar nagydíj       | Augusztus 13.  | Hungaroring               | Nigel Mansell      | Ferrari          | Riport |
| 479 | belga nagydíj        | Augusztus 27.  | Spa-Francorchamps         | Ayrton Senna       | McLaren-Honda    | Riport |
| 480 | olasz nagydíj        | Szeptember 10. | Monza                     | Alain Prost        | McLaren-Honda    | Riport |
| 481 | portugál nagydíj     | Szeptember 24. | Estoril                   | Gerhard Berger     | Ferrari          | Riport |
| 482 | spanyol nagydíj      | Október 1.     | Jerez                     | Ayrton Senna       | McLaren-Honda    | Riport |
| 483 | japán nagydíj        | Október 22.    | Suzuka                    | Alessandro Nannini | Benetton-Ford    | Riport |
| 484 | ausztrál nagydíj     | November 5.    | Adelaide                  | Thierry Boutsen    | Williams-Renault | Riport |

## Az idény menete
Szokás szerint a jacarepaguái pályán tesztelt az idény előtt a mezőny színe-java. A tíz nap alatt több baleset is történt: Thierry Boutsen csúnyán összetörte a Williamst, Philippe Streiff pedig még nála is súlyosabb balesetet szenvedett. Menet közben eltörött AGS-ében a hátsó felfüggesztés, az autó pedig irányíthatatlanul csapódott a falnak. Mivel a balesetben a bukókeret is összetört, Streiff súlyos hátsérüléseket szenvedett és egy rövid időre kómába került. Habár túlélte a bukást, nyaktól lefelé megbénult.
Ezek után indult a szezon a brazil nagydíjjal, amely egy új éra kezdete is volt. A hangorkán, amit az autók keltettek, egész más volt, mint amit az előző években megszokhatott a közönség, a V10-es és V12-es motorok hangja uralt mindent. Az időmérő edzés szolgáltatott némi meglepetést is, ugyanis Senna mellől Patrese rajtolhatott, aki nem is számított ilyen jó rajtra. Senna versenye aztán hamar véget ért, mert az első kanyarban ütközött a negyedik helyről induló Bergerrel. Berger annak is köszönhette a jó rajtját, hogy autóját félautomata sebességváltóval szerelték, s így előnyben volt – igaz, a technika borzasztó megbízhatatlan volt. Ő kiesett, Senna viszont egy szárnycsere után továbbmehetett, de végül két kör hátrányban csak a 11. helyen ért célba. Patrese maradt az élen, aki az akkor rekordnak számító 177. nagydíján vett részt. Prost hétvégéje nem sikerült túl jól, és a kétkiállásos taktikáját egy kuplunghiba is keresztülhúzta, de mindent beleadott és végül második lett. A győzelmet, némiképp váratlanul, Mansell szerezte meg, első ferraris versenyén. A technikai problémák folyamatosan ott lebegtek felette, a problémás sebességváltó mellett a kormánykereke is meglazult, amit egy kerékcserénél ki is kellett cserélnie. Harmadik helyen szintén meglepetésre a hazai Maurício Gugelmin végzett a March csapattal. A verseny nagy vesztese Derek Warwick volt az Arrows csapattal, aki, ha nem rontják el a kerékcseréjét és nem veszít ezzel 20 másodpercet, akár a győzelemre, de legalább a dobogóra is esélyes lett volna. A díjátadónál Mansell megvágta a kezét a serleggel, ezért a ceremóniát rövidre szabták. Ez volt az utolsó futam Rio de Janeiróban, ugyanis a következő évtől Interlagosba került át a verseny.
Imolában visszatértek a McLarenek az első sorba és ott is maradtak a futam során. Mansell, aki az előző futamon remekelt, most a váltó hibája miatt kiesett. Berger a pénteki esős időmérőn ígéretes teljesítményt nyújtott, de ezúttal túlvállalta magát a kerékvetőkön átugratós vezetési stílusával. A Tamburello kanyarban hibázott, majd nagy sebességgel a betonfalnak csapódott, az autója pedig többször megpördült és ki is gyulladt. A versenyt piros zászlóval meg is kellett szakítani, Berger pedig csodával határos módon megúszta az egészet bordatöréssel és égési sérülésekkel. Az újraindított versenyt Senna nyerte Prost előtt, a harmadik helyen pedig Nanninit rangsorolták, miután Boutsent előbb kizárták, majd eredményes fellebbezéssel visszakapta a negyedik helyet. Ezen a futamon mérgesedett el Senna és Prost között a viszony, a rajt után történtek miatt. Prost elmondása szerint ugyanis volt egy megállapodás arra nézve köztük, hogy aki elsőnek ér az első kanyarba, az vezeti majd a versenyt és a másik nem előzi meg őt. Senna azonban nem tartotta ezt tiszteletben, legalábbis a második rajtnál, ugyanis úgy gondolta, hogy a megállapodásuk arra már nem vonatkozik.
Monacóban Berger helyett nem nevezett másik versenyzőt a Ferrari, így csak 29-en vettek részt. Senna újra pole-t szerzett, mellőle Prost indulhatott. A March csapat ezen a versenyen vetette be először az 1989-es autóját. Senna megnyerte a versenyt, több mint egy perces előnnyel Prost előtt, a harmadik helyre pedig Modena ért oda a nemrég visszatért Brabham csapattal – ennek köszönhetően nem kellett később prekvalifikáción részt venniük. Modena az idény során többször már nem is szerzett pontot se. A negyedik helyen Alex Caffi végzett a BMS Scuderia Italia színeiben.
Mexikóban visszatért Berger, de a Ferrarik számára ismét eredménytelen volt a hétvége, és megint csak a váltó hibája miatt. Az eltérő gumiválasztás előnyét kihasználva Senna győzött, Prost azonban emiatt csak ötödik lett. Ron Dennis a futam után bocsánatot is kért tőle, hogy eltaktikázták a versenyét. A második Patrese lett, a harmadik pedig Alboreto a Tyrrell-lel. Gabriele Tarquini is szerzett egy pontot az AGS-szel, úgy, hogy a prekvalifikáción is alig jutott túl. Ezen a futamon kezdte el Prost nyilvánosan is azt a véleményét hangoztatni, hogy szerinte ő és Senna nem ugyanolyan motorokat kapnak. 
Az amerikai nagydíjat ezúttal új helyszínen, a napsütötte és forró Phoenixben rendezték meg. Ez ugyanúgy utcai pálya volt, mint Detroit és Dallas, de az aszfalt minősége jobb volt és a pálya is szélesebb. A kanyarok azonban az utcai jelleg miatt elég szögletesek voltak, ami miatt jól el kellett találni, hogy ki mikor fékez – így az ügyesebb pilóták jobban tudtak előzni. Nem segítette a versenyzők dolgát az elviselhetetlen hőség sem. Senna újabb pole-t szerzett, Prost azonban, aki a második helyről indult, úgy vélte, jobb beállításai vannak, és így övé lesz majd a győzelem. A rajtnál Senna jött el az élen és kisebb előnyt épített ki, de ezután meghibásodott az autója. Nemcsak az övé: a Williams volt az egyetlen csapat, amelyiknek mindkét autója célbaért. Nannini, aki a reggeli bemelegítésen szenvedett egy balesetet, most nyakfájdalmakra hivatkozva állt ki, Mansell és Berger pedig ugyanazon technikai hiba miatt estek ki. Végül Prost nyerte meg a versenyt, a második Patrese lett, a hazai Eddie Cheever pedig harmadik az Arrows-szal. A két Scuderia Italia bizarr körülmények között esett ki: az egyébként ötödik helyen haladó Alex Caffit saját csapattársa, Andrea de Cesaris ütötte ki egy lekörözéskor. De Cesaris később váltig állította, hogy nem is tudta, hogy lekörözik. A sok kieső meglepetéseket is hozott, Christian Danner például negyedik lett a Riallal. Miután eltelt több mint két óra, a futamot a 75. körben, a tervezett befejezés előtt 6 körrel leintették. A versenyzők és a csapatok is sejtették, hogy a nagy melegben 10-15 másodperccel lassabbak lesznek a köridők, mint számítottak rá, ezért közösen azt kérték, hogy a verseny legyen legfeljebb 70 körös. Mivel azonban Ken Tyrrell nemmel szavazott, így az egészből nem lett semmi. Ironikus módon saját csapatának ártott ezzel, mert Jonathan Palmer a negyedik helyen haladt, amikor a 69. körben kifogyott az autójából az üzemanyag.
Kanadában esős versenyt rendeztek, és a sok kiesővel tarkított futamon egy új győztest avattak. A rajtnál Berger autója lefulladt, így új rajtot rendeltek el, a verseny pedig egy körrel rövidebb lett. A második felvezető körön, miután a pálya száradni látszott, Mansell, Nannini, és Pérez-Sala kiálltak kereket cserélni, hogy a boxutcából rajtoljanak. Csakhogy semmi nem jelezte nekik, hogy mikor rajtolhatnak, így előbbi kettő azonnal a pályára gurult, 17 másodperccel a verseny rajtja előtt. Egy pár körig a mezőny előtt haladtak, majd mindkettejüket kizárták. Senna, aki az egész hétvégén jól ment, motorhiba miatt kiesett három körrel a vége előtt, így Thierry Boutsen élete első győzelmét aratta. Mivel Patrese második lett, így ez egy kettős győzelem lett a Williams számára. A harmadik helyre Andrea de Cesaris ért oda, aki a BMS Scuderia Italia első dobogóját szerezte – csapattársa, Caffi hatodik lett. A világbajnoki címvédő ezen a versenyen szerezte meg a saját és csapata első pontjait egy ötödik hellyel, amely kiábrándító volt az előző években sikeres istállótól.
Hazai versenyén Prost meggyőző teljesítménnyel nyert a pole-ból indulva, de egy másik francia versenyző pályafutása is elkezdődött ezen a versenyen. Michele Alboretót ugyanis kirakta a Tyrrell csapat, miután a versenyzőnek a Marlboro cigarettával volt szponzori megállapodása, a csapatnak pedig a Camellel. A helyére pedig a fiatal tehetséget, Jean Alesit ültették, aki meg is hálálta a bizalmat egy negyedik hellyel. Mansell annyi kiesés után végül második lett, Patrese pedig harmadik. Johannson ötödik helyével az Onyx csapat is megszerezte első pontjait. Senna nullázott, miután műszaki meghibásodás miatt fel kellett adnia a versenyt. A futamot egyébként kétszer kellett elrajtoltatni, miután az első rajtot követően Gugelmin nagy balesetet okozott. A pályabírók munkáját kritikával illették, miután a fejreállt March-ot aközben állították a kerekeire, hogy Gugelmin még mindig benne ült.
A brit nagydíj hasonló volt a franciához: McLaren első sor, Prost nyert, Senna technikai hiba miatt kiesett. Mansell ismét második lett, Nannini pedig harmadik. A Minardi csapat kettős pontszerzést ünnepelhetett. A bajnokság ezen szakaszában Prost előnye már 20 pont volt Sennával szemben – Senna az utóbbi négy versenyt pont nélkül zárta, Prost pedig a négyből hármat is megnyert.
A német nagydíjon aztán Senna visszavágott: pole pozíció, futamgyőzelem, leggyorsabb kör, de Prost sem adta könnyen magát. A kerékcseréket követően ugyanis átvette a vezetést, és ha nem rakoncátlankodik két körrel a verseny vége előtt a sebességváltója, akár nyerhetett is volna. Berger, aki eddig még pontot sem szerzett, egy potenciális dobogót bukott egy defekt miatt. A harmadik helyre így csapattársa, Mansell fért még oda.
A magyar nagydíjon alig volt tapadása a pályának, ennek volt köszönhető a némiképp meglepetés Patrese-pole. Még nagyobb meglepetés volt Caffi harmadik helye, aki másodpercen belül kvalifikált. A Ferrarik csak szenvedtek: Mansell két másodperccel maradt el, Berger autójában pedig szokás szerint a sebességváltó rakoncátlankodott, amit kérése ellenére sem cserélt ki a csapat. A versenyen aztán Mansell parádés felzárkózást mutatott be, és a 12. helyről rajtolva megnyerte a futamot. Győzelmét a két évvel azelőtti brit nagydíjon elérthez hasonlította és Enzo Ferrari emlékének ajánlotta, aki egy évvel azelőtt halt meg. Caffi versenye pont az ellenkezője volt: a jó rajthely ellenére még pontot sem szerzett. Senna lett a második, Boutsen a harmadik, Prost pedig technikai problémák miatt csak a negyedik.
Spában Senna ismét remeketl, ugyanis esős hétvége volt, ő pedig nagyon érezte a vizes körülményeket. Meg is nyerte a futamot, Prost második lett, Mansell pedig ismét behozta a Ferrarit a dobogóra.
Az olasz nagydíj fordulatokban gazdag volt. Berger végre-valahára megszerezte a szezonbeli első pontjait egy második hellyel, de ami sokkal fontosabb volt, az az, hogy Prost és a McLaren viszonya végzetesen megromlott. Egy ideje már eltávolodott a csapattól, akik láthatóan Sennát favorizálták, ezért bejelentette, hogy 1990-től a Ferrari versenyzője lesz. A versenyen Senna vezetett, de aztán kiesett, és így Prost lett a győztes, aki a futam után a trófeáját az olasz szurkolóknak adta. Ez felbőszítette Ron Dennist, hiszen a csapat alapszabálya volt, hogy valamennyi serleg a McLaren tulajdonát képezi, a versenyzők csak replikákat kaphattak. Miután végignézte ezt, a konstruktőri győzelemért kapott serleget Prost lába elé dobta, majd elviharzott. Prost később elmondta, hogy nem örült annyira ennek a győzelemnek, és a pontelőnye ellenére is abban hitt, hogy ezt a világbajnoki címet nem szerzi meg, mert a csapata Sennát támogatja. A dobogó harmadik fokára Boutsen állhatott még fel.
A bajnoki cím gyakorlatilag a portugál nagydíjon eldőlt, bár ezt akkor még nemigen lehetett sejteni. Berger megnyerte a futamot, mögötte Prost második lett, Senna pedig kiesett egy vitatott baleset következtében. Autója ugyanis összeütközött Mansell-lel, aki szabályellenesen tolatott a boxutcában, majd figyelmen kívül hagyta a fekete zászlót. Mansellt mindezekért egyfutamos eltiltással jutalmazták. Prostnak ez volt a tizenkettedik pontszerzése a szezonban, és az akkori szabályok szerint a tizenegy legjobb eredményt vették figyelembe. Ez azt jelenti, hogy néhány pontot elveszített ugyan, de három versennyel a vége előtt még mindig 24 pont volt az előnye. A dobogó harmadik fokára hihetetlen módon Johannson állhatott fel az Onyx-szal. A csapatnak még a prekvalifikáción túljutás is komoly gondokat okozott, a dobogós eredmény annak volt köszönhető, hogy egyáltalán nem állt ki kereket cserélni. Évekkel később kiderült, hogy a mérlegelésnél Charlie Whiting versenyigazgató egy kicsit rásegíthetett a térdével, hogy a szép eredmény megmaradhasson és ne kelljen kizárni őket amiatt, mert nem érték el a minimumtömeget. Az ötödik helyen célbaérő Pierluigi Martini a Minardival egy ideig vezette is a versenyt, a csapat fennállása alatt először és utoljára.
Senna, hogy életben tartsa bajnoki esélyeit, megtette, ami tőle telhető volt, és megnyerte a soron következő spanyol nagydíjat. Több mint fél percet vert a második helyen beérő Bergerre, Prost pedig, aki harmadik lett, emiatt további pontokat vesztett. Mégis, Sennának meg kellett nyernie az utolsó két versenyt ahhoz, hogy világbajnok lehessen. A pontszerzők közt volt még Alesi a Tyrrell-lel, valamint Alliot a Larrousse csapat azévi egyetlen pontját szerezte.
Így érkezett meg a mezőny Japánba. Prost már jó előre jelezte, hogy nem fogja hagyni, hogy csapattársa megelőzze őt, mert már így is túl sok kockázatos manővert hajtott végre vele szemben. Ugyan Senna indult a pole-ból, de Prost lerajtolta, és hamar másfél másodperces előnyt épített ki. A 15. körre aztán Senna ledolgozta a hátrányát és Prost mögött volt. Innentől hol nagyon lecsökkent, hol kicsit újra megnőtt kettejük közt a távolság. A 46. körben, amikor a különbség alig egy másodperc volt, Senna úgy döntött, hogy bepróbálkozik a célegyenes előtti sikánnál, ahogy korábban is tette. Prost azonban ígéretéhez híven keményen lezárta előtte az utat. Összeértek, majd mindketten a kavicságyban kötöttek ki, lefulladt motorral. Prost kiszállt az autójából, Senna azonban betolatta az övét a pályabírókkal és visszatért a versenybe. Miután kiállt a boxutcába kijavíttatni a sérüléseit, leelőzött mindenkit az élen és nagy előnnyel megnyerte a versenyt. Győzelmét azonban rögtön megóvták: az FIA elnöke, Jean-Marie Balestre szerint Senna úgy tért vissza a pályára, hogy levágta a sikánt, tehát egy kört nem teljesített szabályosan. Az igaz volt, hogy más pilótákkal is előfordult már, hogy levágták a sikánokat azért, mert elkerültek egy balesetet, tehát furcsán hatott, hogy Sennát emiatt vették elő – és nem azért, ami tényleg szabálytalan volt, jelesül hogy megtolatta az autóját a pályabírókkal. Mindenesetre kizárással szankcionálták, így a futamgyőzelem Nanninié lett, Patrese és Boutsen pedig dobogósok. Ezzel a Williams átvette a második helyet a Ferraritól a konstruktőri bajnokságban. A McLaren megfellebbezte a döntést, Senna pedig nyilvánosan megvádolta Balestre-t, hogy szántszándékkal szankcionálta őt, mert Prostnak kedvezett. Később ezt a kijelentését vissza kellett vonnia, de miután megnyerte 1991-ben is a bajnokságot, újra azt mondta, hogy igazságtalanul bántak vele.
Az idény utolsó versenyét Ausztráliában rendezték, esős körülmények között. Annyira borzasztó volt az időjárás, hogy Prost inkább kiállt az első kör végén. Senna, aki az előző futamon őt ért méltánytalanságok miatt rajthoz sem akart állni, pole pozíciót szerzett, majd több mint félperces előnyt gyűjtött. Ahelyett azonban, hogy tartotta volna a kényelmes előnyt, tovább nyomta, és a 13. körben hátulról nekiütközött Brundle Brabhamjének, amit az esőfüggönyben nem látott. Ennek köszönhetően Boutsen győzött, Nannini lett a második, Patrese pedig a harmadik. Nakadzsima egyetlen pontszerzése is ezen a versenyen történt, és még Pirro is szerzett egy pontot. A versenyre rányomták a bélyegét a japán nagydíjon történtek, de miután elbírálták a fellebbezéseket, Prost hivatalosan is háromszoros világbajnok lett.

## A bajnokság végeredménye

### Versenyzők
Pontozás:
| Helyezés | 1. | 2. | 3. | 4. | 5. | 6. | 7.-20. |
| -------- | -- | -- | -- | -- | -- | -- | ------ |
| Pont     | 9  | 6  | 4  | 3  | 2  | 1  | 0      |

Ha pontszerzésre került sor, csak a legjobb 11 eredmény számított. Ennek Prost szempontjából volt csak jelentősége, mert ő valamennyi pontot összeszámolva 5 ponttal többet szerzett volna.
| Helyezés | Versenyző             | BRA | SMR | MON | MEX | USA | CAN | FRA | GBR | GER | HUN | BEL | ITA | POR | ESP | JPN | AUS | Pont    |
| -------- | --------------------- | --- | --- | --- | --- | --- | --- | --- | --- | --- | --- | --- | --- | --- | --- | --- | --- | ------- |
| 1        | Alain Prost           | 2   | 2   | 2   | 5   | 1   | Ki  | 1   | 1   | 2   | 4   | 2   | 1   | 2   | 3   | Ki  | Ki  | 76 (81) |
| 2        | Ayrton Senna          | 11  | 1   | 1   | 1   | Ki  | 7   | Ki  | Ki  | 1   | 2   | 1   | Ki  | Ki  | 1   | Kiz | Ki  | 60      |
| 3        | Riccardo Patrese      | 15  | Ki  | 15  | 2   | 2   | 2   | 3   | Ki  | 4   | Ki  | Ki  | 4   | Ki  | 5   | 2   | 3   | 40      |
| 4        | Nigel Mansell         | 1   | Ki  | Ki  | Ki  | Ki  | Kiz | 2   | 2   | 3   | 1   | 3   | Ki  | Kiz |     | Ki  | Ki  | 38      |
| 5        | Thierry Boutsen       | Ki  | 4   | 10  | Ki  | 6   | 1   | Ki  | 10  | Ki  | 3   | 4   | 3   | Ki  | Ki  | 3   | 1   | 37      |
| 6        | Alessandro Nannini    | 6   | 3   | 8   | 4   | Ki  | Kiz | Ki  | 3   | Ki  | Ki  | 5   | Ki  | 4   | Ki  | 1   | 2   | 32      |
| 7        | Gerhard Berger        | Ki  | Ki  |     | Ki  | Ki  | Ki  | Ki  | Ki  | Ki  | Ki  | Ki  | 2   | 1   | 2   | Ki  | Ki  | 21      |
| 8        | Nelson Piquet         | Ki  | Ki  | Ki  | 11  | Ki  | 4   | 8   | 4   | 5   | 6   | NK  | Ki  | Ki  | 8   | 4   | Ki  | 12      |
| 9        | Jean Alesi            |     |     |     |     |     |     | 4   | Ki  | 10  | 9   |     | 5   |     | 4   | Ki  | Ki  | 8       |
| 10       | Derek Warwick         | 5   | 5   | Ki  | Ki  | Ki  | Ki  |     | 9   | 6   | 10  | 6   | Ki  | Ki  | 9   | 6   | Ki  | 7       |
| 11       | Eddie Cheever         | Ki  | 9   | 7   | 7   | 3   | Ki  | 7   | NK  | 12  | 5   | Ki  | NK  | Ki  | Ki  | 8   | Ki  | 6       |
| 12       | Stefan Johansson      | NeK | NeK | NeK | Ki  | Ki  | Kiz | 5   | NeK | Ki  | Ki  | 8   | NeK | 3   | NeK | NeK | NeK | 6       |
| 13       | Michele Alboreto      | 10  | NK  | 5   | 3   | Ki  | Ki  |     |     | Ki  | Ki  | Ki  | Ki  | 11  | NeK | NK  | NeK | 6       |
| 14       | Johnny Herbert        | 4   | 11  | 14  | 15  | 5   | NK  |     |     |     |     | Ki  |     | NK  |     |     |     | 5       |
| 15       | Pierluigi Martini     | Ki  | Ki  | Ki  | Ki  | Ki  | Ki  | Ki  | 5   | 9   | Ki  | 9   | 7   | 5   | Ki  |     | 6   | 5       |
| 16       | Maurício Gugelmin     | 3   | Ki  | Ki  | NK  | Ki  | Ki  | NC  | Ki  | Ki  | Ki  | 7   | Ki  | 10  | Ki  | 7   | 7   | 4       |
| 17       | Andrea de Cesaris     | 13  | 10  | 13  | Ki  | 8   | 3   | NK  | Ki  | 7   | Ki  | 11  | Ki  | Ki  | 7   | 10  | Ki  | 4       |
| 18       | Stefano Modena        | Ki  | Ki  | 3   | 10  | Ki  | Ki  | Ki  | Ki  | Ki  | 11  | Ki  | NK  | 14  | Ki  | Ki  | 8   | 4       |
| 19       | Alex Caffi            | NeK | 7   | 4   | 13  | Ki  | 6   | Ki  | NeK | Ki  | 7   | Ki  | 11  | Ki  | Ki  | 9   | Ki  | 4       |
| 20       | Martin Brundle        | Ki  | Ki  | 6   | 9   | Ki  | NeK | NeK | Ki  | 8   | 12  | Ki  | 6   | 8   | Ki  | 5   | Ki  | 4       |
| 21       | Nakadzsima Szatoru    | 8   | HN  | NK  | Ki  | Ki  | NK  | Ki  | 8   | Ki  | Ki  | NK  | 10  | 7   | Ki  | Ki  | 4   | 3       |
| 22       | Christian Danner      | 14  | NK  | NK  | 12  | 4   | 8   | NK  | NK  | NK  | NK  | NK  | 29  | NK  |     |     |     | 3       |
| 23       | Emanuele Pirro        |     |     |     |     |     |     | 9   | 11  | Ki  | 8   | 10  | Ki  | Ki  | Ki  | Ki  | 5   | 2       |
| 24       | René Arnoux           | NK  | NK  | 12  | 14  | NK  | 5   | Ki  | NK  | 11  | NK  | Ki  | 9   | 13  | NK  | NK  | Ki  | 2       |
| 25       | Jonathan Palmer       | 7   | 6   | 9   |     | 9   | Ki  | 10  | Ki  | Ki  | 13  | 14  | Ki  | 6   | 10  | Ki  | NK  | 2       |
| 26       | Olivier Grouillard    | 9   | Kiz | Ki  | 8   | NK  | NK  | 6   | 7   | Ki  | NK  | 13  | Ki  | NK  | Ki  | Ki  | Ki  | 1       |
| 27       | Gabriele Tarquini     |     | 8   | Ki  | 6   | 7   | Ki  | Ki  | NK  | NeK | NeK | NeK | NeK | NeK | NeK | NeK | NeK | 1       |
| 28       | Luis Pérez-Sala       | Ki  | Ki  | Ki  | NK  | Ki  | Ki  | NK  | 6   | NK  | Ki  | 15  | 8   | 12  | Ki  | Ki  | NK  | 1       |
| 29       | Philippe Alliot       | 12  | Ki  | Ki  | HN  | Ki  | Ki  | Ki  | Ki  | Ki  | NeK | 16  | Ki  | 9   | 6   | Ki  | Ki  | 1       |
| 30       | Ivan Capelli          | Ki  | Ki  | 11  | Ki  | Ki  | Ki  | Ki  | Ki  | Ki  | Ki  | 12  | Ki  | Ki  | Ki  | Ki  | Ki  | 0       |
| 31       | Éric Bernard          |     |     |     |     |     |     | 11  | Ki  |     |     |     |     |     |     |     |     | 0       |
| 32       | Bertrand Gachot       |     | NeK | NeK | NeK |     | NeK | 13  | 12  | NK  | Ki  | Ki  | Ki  |     |     | NK  | NK  | 0       |
| 33       | Nicola Larini         | Kiz | 12  | NeK | NeK | NeK | Ki  | NeK | Ki  | NeK | NeK | NeK | Ki  | NeK | Ki  | Ki  | Ki  | 0       |
| 34       | Martin Donnelly       |     |     |     |     |     |     | 12  |     |     |     |     |     |     |     |     |     | 0       |
| —        | Roberto Moreno        | NK  | NK  | Ki  | NK  | NK  | Ki  | NK  | Ki  | NeK | NeK | NeK | Kiz | Ki  | NeK | NeK | NeK | 0       |
| —        | Piercarlo Ghinzani    | NeK | NeK | NeK | NeK | NeK | NeK | NeK | NeK | NeK | Ki  | NeK | NeK | NeK | Ki  | NeK | Ki  | 0       |
| —        | Bernd Schneider       | Ki  | NeK | NeK | NeK | NeK | NeK | NeK | NeK |     | NeK | NeK | NeK | NeK | NeK | Ki  | NeK | 0       |
| —        | Jyrki Järvilehto      |     |     |     |     |     |     |     |     |     |     |     |     | NeK | Ki  | NeK | Ki  | 0       |
| —        | Yannick Dalmas        | NK  | Ki  | NK  | NK  | NK  | NK  |     | NeK | NeK | NeK | NeK | NeK | NeK | NeK | NeK | NeK | 0       |
| —        | Pierre-Henri Raphanel | NeK | NeK | Ki  |     | NeK |     | NeK | NeK | NeK |     | NK  | NK  | NK  | NK  | NK  | NK  | 0       |
| —        | Paolo Barilla         |     |     |     |     |     |     |     |     |     |     |     |     |     |     | Ki  |     | 0       |
| —        | Gregor Foitek         | NK  | NeK | NeK | NeK | NeK | NeK | NeK | NeK | NeK | NeK | NeK |     |     | NK  |     |     | 0       |
| —        | Volker Weidler        | NeK |     | NeK | NeK | NeK | NeK | NeK |     | Kiz | NK  |     |     |     |     |     |     | 0       |
| —        | Szuzuki Aguri         | NeK | NeK | NeK | NeK | NeK | NeK | NeK | NeK | NeK | NeK | NeK | NeK | NeK | NeK | NeK | NeK | 0       |
| —        | Joachim Winkelhock    | NeK | NeK |     | NeK | NeK | NeK |     |     |     |     |     |     |     |     |     |     | 0       |
| —        | Oscar Larrauri        |     |     |     |     |     |     |     |     |     |     |     | NeK | NeK | NeK | NeK | NeK | 0       |
| —        | Enrico Bertaggia      |     |     |     |     |     |     |     |     |     |     |     |     |     |     |     | NeK | 0       |
| Helyezés | Versenyző             | BRA | SMR | MON | MEX | USA | CAN | FRA | GBR | GER | HUN | BEL | ITA | POR | ESP | JPN | AUS | Pont    |

### Konstruktőrök
| Helyezés | Konstruktőr      | Modell       | Motor              | Gumi | Győzelem | Dobogós hely | Pole | Leggy. kör | Pont |
| -------- | ---------------- | ------------ | ------------------ | ---- | -------- | ------------ | ---- | ---------- | ---- |
| 1        | McLaren-Honda    | MP4/5        | Honda RA109E       | G    | 10       | 18           | 15   | 8          | 141  |
| 2        | Williams-Renault | FW12C FW13   | Renault RS1        | G    | 2        | 11           | 1    | 1          | 77   |
| 3        | Ferrari          | 640          | Ferrari 035/5      | G    | 3        | 9            |      | 4          | 59   |
| 4        | Benetton-Ford    | B188 B189    | Ford DFR Ford HBA1 | G    | 1        | 4            |      |            | 39   |
| 5        | Tyrrell-Ford     | 017B 018     | Ford DFR           | G    |          | 1            |      | 1          | 16   |
| 6        | Lotus-Judd       | 101          | Judd CV            | G    |          |              |      | 1          | 15   |
| 7        | Arrows-Ford      | A11          | Ford DFR           | G    |          | 1            |      |            | 13   |
| 8        | Dallara-Ford     | F189         | Ford DFR           | P    |          | 1            |      |            | 8    |
| 9        | Brabham-Judd     | BT58         | Judd CV            | P    |          | 1            |      |            | 8    |
| 10       | Minardi-Ford     | M188B M189   | Ford DFR           | P    |          |              |      |            | 6    |
| 11       | Onyx-Ford        | ORE-1        | Ford DFR           | G    |          | 1            |      |            | 6    |
| 12       | March-Judd       | 881 CG891    | Judd EV            | G    |          | 1            |      | 1          | 4    |
| 13       | Ligier-Ford      | JS33         | Ford DFR           | G    |          |              |      |            | 3    |
| 14       | Rial-Ford        | ARC2         | Ford DFR           | G    |          |              |      |            | 3    |
| 15       | AGS-Ford         | JH23B JH24   | Ford DFR           | G    |          |              |      |            | 1    |
| 16       | Lola-Lamborghini | LC88B LC89   | Lamborghini 3512   | G    |          |              |      |            | 1    |
| 17       | Euro Brun-Judd   | ER188B ER189 | Judd CV            | P    |          |              |      |            |      |
| 18       | Osella-Ford      | FA1M89       | Ford DFR           | P    |          |              |      |            |      |
| 19       | Zakspeed-Yamaha  | 891          | Yamaha OX88        | P    |          |              |      |            |      |
| 20       | Coloni-Ford      | FC188B C3    | Ford DFR           | P    |          |              |      |            |      |

1989. december 2-3-án Bolognában egy beltéri kupát is tartottak néhány csapat részvételével. A győztes Luis Pérez-Sala lett a Minardival.

## Szezonstatisztikák
Győzelmek
| Pilóta                | Csapat      | Motor      | Nemzet            |
| --------------------- | ----------- | ---------- | ----------------- |
| Ayrton Senna 6x       | McLaren 10x | Honda 10x  | Brazília 6x       |
| Alain Prost 4x        | Ferrari 3x  | Ferrari 3x | Franciaország 4x  |
| Nigel Mansell 2x      | Williams 2x | Renault 2x | Nagy Britannia 2x |
| Thierry Boutsen 2x    | Benetton 1x | Ford       | Belgium 2x        |
| Alessandro Nannini 1x |             |            | Olaszország 1x    |
| Gerhard Berger 1x     |             |            | Ausztria 1x       |

## Forráshivatkozások
1. ↑  https://www.ferrari.com/magazine/articles/great-ferrari-innovations-the-f1-semi-automatic-gearbox%5B%5D
2. ↑  Renault - Grands Prix started 2025 • STATS F1. www.statsf1.com. (Hozzáférés: 2025. június 2.)
3. ↑  Judd - Grands Prix started 1992 • STATS F1. www.statsf1.com. (Hozzáférés: 2025. június 2.)
4. ↑  Lola LC89 • STATS F1. www.statsf1.com. (Hozzáférés: 2025. június 2.)
5. ↑  F1 rules and stats 1980-1989 (brit angol nyelven). www.f1technical.net, 2009. január 1. (Hozzáférés: 2025. június 2.)
6. ↑  Safety Improvements in F1 Since 1963. www.atlasf1.com. (Hozzáférés: 2025. június 2.)